# يو إف سي 261
يو إف سي 261: عثمان ضد ماسفيدال 2 (بالإنجليزية: UFC 261: Usman vs. Masvidal 2)‏ كان حدثًا لفنون القتال المختلطة نظمته بطولة القتال النهائي، وأُقيم في 24 أبريل 2021 في الساحة التذكارية للمحاربين القدامى في ستار في جاكسونفيل، فلوريدا، الولايات المتحدة.

## الجوائز الإضافية
حصل المقاتلون التاليون على مكافآت بقيمة 50،000 دولار.
- قتال الليلة: جيف مولينا ضد كيلينق أوري
- أداء الليلة: كامارو عثمان وروز ناماجوناس